# Web Services for Devices
Web Services for Devices ou Web Services on Devices (WDS), em português Serviços Web para Dispositivos, é uma API da Microsoft para simplificar conexões de programação para dispositivos habilitados a web service, como impressoras, scanners e compartilhamentos de arquivos. Tais dispositivos obedecem ao Device Profile for Web Services (DPWS). Ele é um framework extensível que serve como uma substituição para antigas funções de rede do Windows e um framework comum para permitir acesso a novas APIs de dispositivo.

## Operação
A Microsoft Web Service for Devices API (WSDAPI) utiliza o WS-Discovery para a descoberta de dispositivos. Dispositivos que conectam-se ao WSDAPI devem implementar o DPWS.